# Guerre arabo-bizantine
     Espansione sotto il profeta Maometto, 622-632
     Espansione sotto il governo dei califfi al-Rāshidūn, 632-661
     Espansione sotto il Califfato omayyade, 661-750

La regione di Sham fu la prima terra conquistata dagli Arabi.
Espansione sotto il profeta Maometto, 622-632
Espansione sotto il governo dei califfi al-Rāshidūn, 632-661
Espansione sotto il Califfato omayyade, 661-750

Le guerre arabo-bizantine furono una serie di guerre tra i Califfati arabi e l'Impero bizantino tra il VII ed il XII secolo. Esse cominciarono durante la fase iniziale delle conquiste islamiche sotto i califfi al-Rāshidūn e i Califfi omayyadi, e continuarono in forma di guerre frontaliere fino all'inizio dell'età delle Crociate. Come conseguenza delle guerre, i Bizantini - anche chiamati Romani ("Rūm" nelle cronache musulmane, dal momento che l'Impero bizantino era formalmente la parte orientale dell'Impero romano) - persero molti territori.
La fase iniziale del conflitto durò dal 634 al 717, terminando con il secondo assedio arabo di Costantinopoli, che frenò la rapida espansione del califfato omayyade in Asia Minore. Nonostante la sconfitta inflitta agli Omayyadi avesse assicurato la sopravvivenza dell'impero bizantino, quest'ultimo aveva perso le sue province orientali, tra cui Siria e Egitto, e il Nord Africa. La crisi del califfato omayyade in concomitanza con la Rivoluzione abbaside diede all'impero bizantino la possibilità di riorganizzarsi, concentrando le proprie forze su altri fronti. La vittoria sulla flotta omayyade a Keramaia segnò inoltre l'inizio di un periodo di dominio incontrastato della marina bizantina nel Mediterraneo, che sarebbe continuato per mezzo secolo. 
Le guerre in Anatolia continuarono sotto il califfato abbaside, assumendo il carattere di una costante guerra di frontiera intervallata da grandi spedizioni arabe nel territorio nemico. Tuttavia, nonostante la stabilizzazione della frontiera terrestre in Anatolia lungo il Tauro, l'espansione araba continuò altrove, con la conquista di Creta nell'827 e della Sicilia, tra l'827 e il 902. Poco durature furono invece le conquiste arabe nel meridione d'Italia continentale.
La situazione di equilibrio sulla frontiera orientale, che vedeva l'impero bizantino costretto sulla difensiva, continuò fino alla seconda metà del IX secolo, quando il califfato abbaside venne sconvolto dall'Anarchia di Samarra. Il caos politico e il declino del califfato abbaside coincisero con l'ascesa della dinastia macedone, sotto la quale l'impero bizantino riconquistò molti territori in Oriente arrivando addirittura a minacciare Gerusalemme a sud. In seguito alla crisi e alla frammentazione del califfato abbaside, i principali avversari dell'impero bizantino ad oriente erano l'Imamato dei Fatimidi e gli Hamdanidi. La riconquista bizantina si stabilizzò in Siria e Libano, con stati vassalli tributari dell'impero come l'emirato di Aleppo nelle aree di confine. Tale stato di cose si mantenne sino alle invasioni selgichidi della Siria e dell'Anatolia, facilitate dall'indebolimento dell'impero bizantino dopo la fine della dinastia macedone. In questo contesto maturò la decisione da parte dell'imperatore bizantino Alessio I Comneno di chiedere aiuti militari al papa Urbano II al Concilio di Piacenza, uno dei fattori della Prima Crociata.

## Premessa
Le prolungate e logoranti guerre bizantino-sasanidi del VI e VII secolo indebolirono e resero vulnerabili entrambi gli imperi; fu questo la causa della rapida espansione musulmana ai loro danni. L'ultima di queste guerre si concluse con la vittoria dei Bizantini: l'Imperatore Eraclio riconquistò tutti i territori occupati dai Persiani nel corso della guerra, e riuscì a riportare a Gerusalemme la Croce sacra nel 629. Nonostante tutto, a nessun impero venne dato il tempo di riprendersi, poiché alcuni anni dopo dovettero subire l'invasione degli Arabi (da poco uniti dall'Islam), che, secondo una definizione decisamente esagerata di Howard-Johnston, "possono essere paragonati a uno tsunami umano". Secondo George Liska, il "prolungato conflitto bizantino–persiano aprì la via all'Islam".
Verso i primi degli anni trenta del VII secolo, il profeta Maometto era riuscito a unificare tutta la regione del Hijaz (l'Arabia sarà unificata da Abū Bakr con le "guerre della ridda"-) sotto il dominio islamico, e fu sotto la sua guida che avvennero i primi scontri tra musulmani e Bizantini, nell'area di confine costituita dal deserto Siriano (od Arabico, a seconda dei punti di vista). Nel 629, solo pochi mesi dopo il trattato di pace tra Eraclio ed il generale persiano Shahrbaraz (in cui i Persiani si impegnavano a ritirarsi dai territori bizantini da loro occupati nel corso dell'ultima guerra romano-persiana), le truppe arabe e bizantine si scontrarono a Muʿta. Maometto morì nel 632; gli succedette Abū Bakr, il primo Califfo e l'indiscusso leader dell'intera Arabia dopo la guerra della ridda.

## Primi conflitti
Secondo fonti musulmane chiaramente sovradimensionate, nel 630 Maometto guidò un esercito di circa 30 000 uomini a nord di Tabuk, nell'odierna Arabia Saudita nord-occidentale, con l'intenzione di scontrarsi con l'esercito bizantino. Anche se non fu una vera e propria battaglia, l'evento storicamente rappresenterebbe la prima spedizione araba contro i Bizantini, pur non portando a un confronto militare. Le fonti bizantine non menzionano questa battaglia, e molti dettagli provengono da fonti musulmane. Le fonti contemporanee bizantine tuttavia menzionano la battaglia di Muʿta combattuta nel 629. I primi scontri iniziarono come conflitti con gli stati clienti arabi degli Imperi bizantino e sasanide: i Ghassanidi e i Lakhmidi di al-Ḥīra. Questi conflitti in poco tempo si trasformarono in una sanguinosa guerra combattuta contro entrambi gli Imperi, al termine delle quali gli Arabi conquistarono il Levante e la Persia sotto il comando di due generali del Califfato dei Rashidun: Khālid b. al-Walīd e ʿAmr b. al-ʿĀṣ.

### Conquista islamica della Siria bizantina: 634–638
Nel Levante, l'esercito arabo si scontrò con l'esercito bizantino, composto da truppe imperiali e da truppe indigene di cultura aramaica. Monofisiti ed ebrei della Siria accolsero come liberatori i conquistatori arabi, poiché si sentivano oppressi dai Bizantini. Le tribù arabe avevano anche legami economici, culturali e familiari con le prevalentemente arabe popolazioni della Mezzaluna fertile.

I movimenti delle truppe bizantine e musulmane prima della battaglia del Yarmuk

L'Imperatore d'Oriente Eraclio era caduto malato e non poté quindi condurre il suo esercito contro gli Arabi nel tentativo di impedire loro la conquista della Siria e della Palestina nel 634. In una battaglia combattuta presso Ajnādayn nell'estate del 634, gli Arabi ottennero una vittoria decisiva. Dopo la loro vittoria a Faḥl (Pella), i musulmani conquistarono Damasco nel 634 sotto il comando di Khālid b. al-Walīd. I Bizantini risposero inviando in Siria più truppe possibili comandate dai maggiori comandanti, inclusi Teodoro Trithyrius e il generale armeno Vahan, in modo da cacciare gli Arabi dai territori da loro occupati nel corso della guerra. Nella Battaglia del Yarmuk nel 636, tuttavia, i musulmani, avendo studiato il campo di battaglia nei minimi particolari, attirarono i Bizantini in un'imboscata e vinsero nettamente la battaglia. L'esclamazione di addio di Eraclio, mentre abbandonava Antiochia alla volta di Costantinopoli, chiarisce bene il suo disappunto: "Pace a te, o Siria, e quanto esiste in questo eccellente contrada, tutto ciò sarà per il nemico!". L'impatto emotivo per la perdita della Siria da parte dei Bizantini è illustrata dalle parole di Giovanni Zonara: "[...] fino ad allora [dopo la caduta della Siria] la razza degli Ismaeliti non cessò d'invadere e saccheggiare l'intero territorio dei Romani".
Nel 637, gli Arabi occuparono Gerusalemme, che si arrese con il suo Patriarca Sofronio. Nell'estate del 637, gli Arabi conquistarono Gaza e, nello stesso periodo, le autorità bizantine in Egitto chiesero e ottennero una costosa tregua, che durò tre anni. Nel 638, gli Arabi occuparono la Siria settentrionale, tranne la Mesopotamia settentrionale, a cui garantirono una tregua di un anno. Alla scadenza della tregua nel 639–640, gli Arabi conquistarono la Mesopotamia bizantina e conclusero la conquista della Palestina devastando Cesarea marittima e occupando Ascalon. Nel dicembre 639, gli Arabi lasciarono la Palestina per invadere l'Egitto all'inizio del 640.

### Conquista islamica del Nord Africa: 639–717

#### Conquista dell'Egitto e della Cirenaica
Antiochia rimase temporaneamente in mano bizantina, ma quando Eraclio morì, già la maggior parte dell'Egitto era perduto, e nel 647–648 gli Arabi completarono la conquista della Siria. Con 3 500–4 000 uomini sotto il suo comando, ʿAmr ibn al-ʿĀṣ prima raggiunse l'Egitto dalla Palestina alla fine del 639 o all'inizio del 640. Venne in seguito raggiunto da altri rinforzi, 12 000 soldati condotti da al-Zubayr b. al-ʿAwamm. ʿAmr prima assediò e conquistò la fortezza che portava il nome di Babilonia, e poi attaccò Alessandria. I Bizantini, divisi e scioccati dall'improvvisa perdita di così tanti territori, si arresero nel settembre 642. La caduta di Alessandria segnò la fine del dominio bizantino in Egitto, e permise ai musulmani di continuare le loro attività militari in Nordafrica; nel 643–644 ʿAmr completò la conquista della Cirenaica. Nello stesso periodo, gli Arabi conquistarono Cipro, e ʿUthmān b. ʿAffān succedette al Califfo ʿUmar b. al-Khattāb dopo la sua morte.
La flotta bizantina riuscì a riconquistare Alessandria nel 645, ma la perse di nuovo un anno dopo in seguito alla Battaglia di Nikiou. I locali cristiani copti accolsero come liberatori gli Arabi, come avevano già fatto in precedenza i monofisiti a Gerusalemme. La perdita della ricca provincia privò i Bizantini dei loro rifornimenti in vettovaglie, provocando un'interruzione dei rifornimenti tra l'Impero e i suoi soldati nei decenni che seguirono.

#### Conquista dei rimanenti territori bizantini in Nord Africa
Nel 647, gli Arabi condotti da ʿAbd Allāh b. Saʿd, invasero il bizantino Esarcato d'Africa. La Tripolitania e Sufetula, a poco meno di 260 km a sud di Cartagine, vennero conquistate, e il governatore (autoproclamatosi Imperatore d'Africa), Gregorio, venne ucciso. L'esercito arabo poi ritornò in Egitto nel 648 dopo che il successore di Gregorio, Gennadio, aveva promesso loro un tributo annuale di circa 300 000 nomismata.
In seguito a una guerra civile scoppiata nell'Impero arabo, i Califfi omayyadi salirono al potere con Muʿāwiya b. Abī Sufyān. Sotto gli Omayyadi, la conquista dei rimanenti territori bizantini in Nordafrica venne completata e gli Arabi riuscirono a conquistare il Maghreb e a penetrare nella Spagna visigotica attraversando lo Stretto di Gibilterra sotto il comando del comandante berbero Ṭāriq b. Ziyād. Ma questo accadde solo dopo aver costruito una grande e potente flotta, grazie anche alla quale conquistarono e devastarono la fortezza bizantina di Cartagine nel 695–698. Con la perdita dell'Africa, ormai il controllo bizantino nel Mediterraneo centrale era gravemente minacciato da una nuova flotta araba operante in Tunisia.
Muʿāwiya iniziò a consolidare il suo impero, dal Lago Aral ai confini occidentali dell'Egitto. Pose un governatore in Egitto ad al-Fusṭāṭ, ed effettuò incursioni in Sicilia nel 652 e in Anatolia nel 663. In seguito tra il 665 e il 689 venne combattuta una nuova guerra in Nordafrica per proteggere l'Egitto "da un attacco da parte della bizantina Cirene." Un esercito di 40 000 musulmani prese Barca, sconfiggendo 30 000 Bizantini.
In seguito arrivò in Africa un esercito di 10 000 Arabi condotto dal generale arabo ʿUqba b. Nāfiʿ. Nel 670 la città di Qayrawān (a circa 160 chilometri a sud della moderna Tunisi) venne scelta come rifugio e base per ulteriori operazioni. Sarebbe poi diventata la capitale della provincia islamica dell'Ifriqiya.
In seguito il temerario generale "si diresse nel cuore del paese, attraversò il deserto - in cui in futuro sarebbero state erette le città di Fāṣ e di Marrākush - e penetrò fino alle sponde dell'Atlantico e ai confini col grande deserto". Nella sua conquista del Maghreb (Nordafrica occidentale) prese la città costiera di Bugia (in lingua araba Bijāya) così come Tingi (Tangeri), conquistando quella che era stata la provincia romana della Mauretania Tingitana.
Luis Garcia de Valdeavellano scrive::
Come però scrive Gibbon di ʿUqba, "questo Alessandro maomettano, che ambiva a nuovi mondi, non fu capace di preservare le sue recenti conquiste per la generale defezione dei sudditi greci e africani, finendo con l'essere richiamato dalle sponde dell'Atlantico". Le sue forze vennero mandate a sedare una rivolta. Ma in una battaglia venne circondato dagli insorti e ucciso.
In seguito, aggiunge Gibbon, "il terzo generale o governatore d'Africa, Zubayr, si volle vendicare e incontrò il fato del suo predecessore. Sconfisse gli indigeni in molte battaglie ma venne definitivamente sconfitto da un potente esercito, che Costantinopoli aveva mandato a difesa di Cartagine."
Nel frattempo, una nuova guerra civile era scoppiata in Arabia e Siria. Causò la rapida successione di quattro califfi in cinque anni (dalla morte di Muʿāwiya nel 680 fino all'ascesa al trono di ʿAbd al-Malik b. Marwān nel 685) e terminò solo nel 692 con la morte del leader dei suoi avversari.

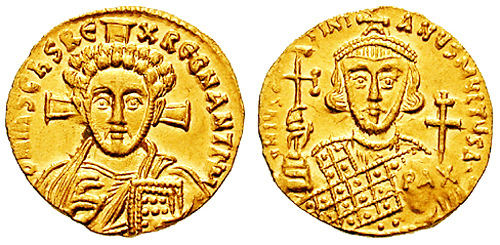
Sebbene il regno di Giustiniano II fosse stato alquanto turbolento, sulla sua moneta c'è ancora scritta la tradizionale "PAX", pace.

Le Guerre Saracene di Giustiniano II, ultimo Imperatore della Dinastia eracliana, "riflettevano il generale caos del periodo". Dopo una campagna vittoriosa firmò una tregua con gli Arabi, raggiungendo un accordo sul controllo dell'Armenia, sull'Iberia e Cipro; tuttavia, allontanando 12 000 cristiani Mardaiti dal nativo Libano, egli rimosse un importante ostacolo fra gli Arabi e la Siria, e nel 692, dopo la disastrosa Battaglia di , i musulmani conquistarono tutta l'Armenia. Deposto nel 695, con Cartagine perduta nel 698, Giustiniano ritornò sul trono nel periodo 705-711. Il suo secondo regno fu caratterizzato da vittorie arabe in Asia Minore e da conflitti interni.

### Assedi arabi di Costantinopoli
(Proverbio arabo)
Durante il regno di Costantino IV, nel 674 il Califfo omayyade Muʿāwiya I assediò Costantinopoli. In questa battaglia, gli Omayyadi non riuscirono a sfondare le mura teodosiane e a bloccare la città attraverso il Bosforo. L'arrivo dell'inverno tuttavia costrinse gli assedianti a ritirarsi su un'isola a 129 km di distanza.
Tuttavia, prima dell'assedio, un rifugiato greco-siriano, Kallinikos (Callinico) di Heliopolis, aveva da poco inventato per l'Impero bizantino una nuova devastante arma, il "fuoco greco". Nella Battaglia di Syllaeum nel 677, la flotta bizantina utilizzò quest'arma per infliggere una decisiva sconfitta alla flotta omayyade nel Mare di Marmara e liberò la città dall'assedio nel 678. Tra gli Arabi uccisi nell'assedio si trovava Abū Ayyūb al-Anṣārī, il primo convertito all'Islam nella città di Medina al momento dell'arrivo in città di Maometto. Il luogo in cui fu ritrovata la tomba di costui, che i Turchi chiameranno Eyüp, è considerato uno dei siti più sacri di Istanbul. La vittoria bizantina frenò l'espansione omayyade in Europa per almeno trent'anni.

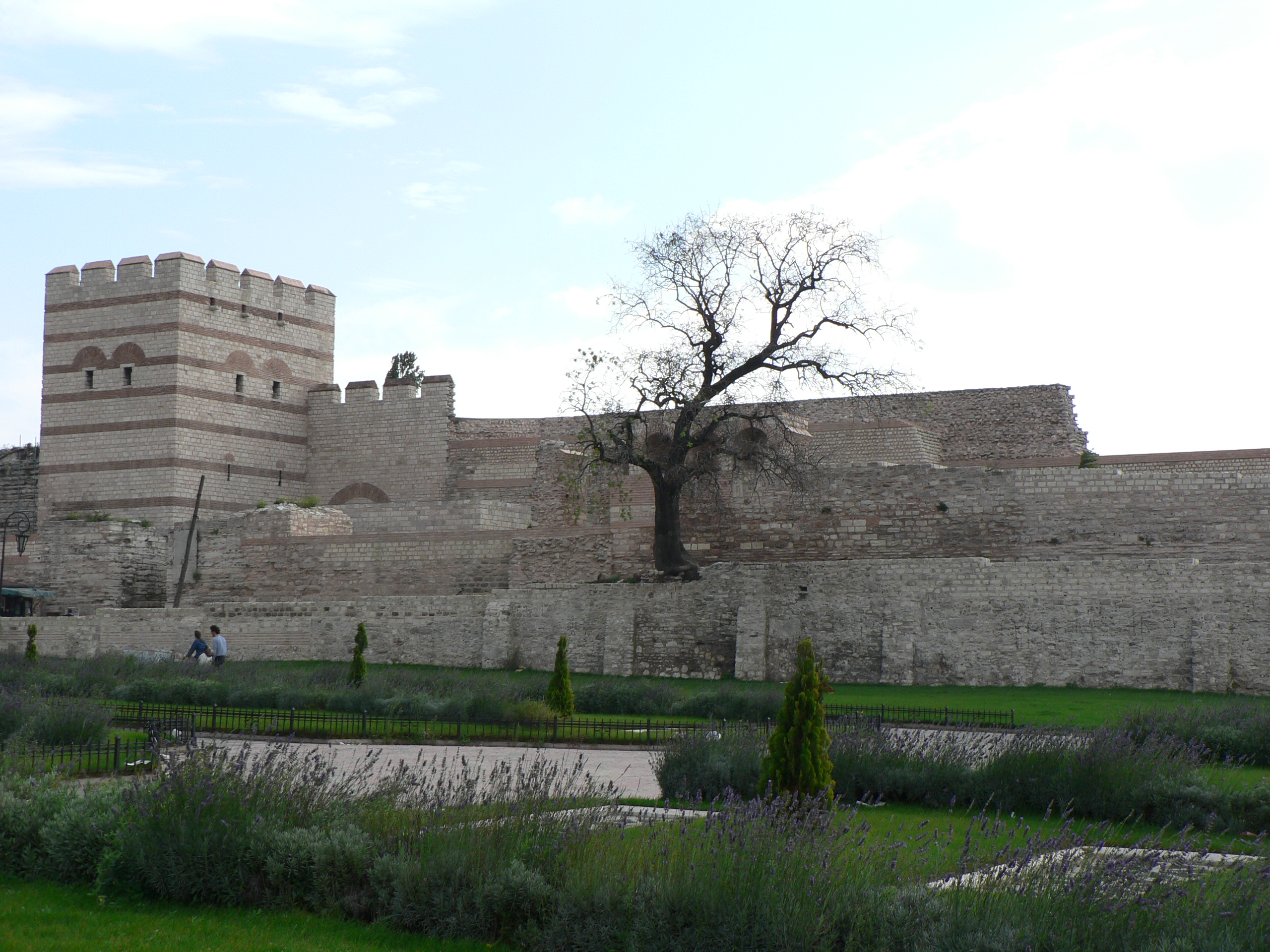
Le mura teodosiane di Costantinopoli.

Il conflitto iniziale giunse a una conclusione durante i regni dell'imperatore Bizantino Leone III Isaurico e il califfo omayyade ʿUmar b. ʿAbd al-ʿAzīz, dopo il Secondo assedio arabo di Costantinopoli nel (717-718), dove il grosso esercito arabo, condotto da Maslama ibn Abd al-Malik, venne sconfitto per la resistenza delle mura della città assediata, per il provvidenziale arrivo degli alleati Bulgari e per l'utilizzo del fuoco greco che distrusse la flotta araba:

## Conflitti successivi
La prima ondata di conquiste islamiche terminò con l'assedio di Costantinopoli nel 718, al termine del quale il confine tra i due imperi si stabilizzò sulle montagne dell'Anatolia orientale. Sul lato bizantino l'area di confine venne divisa in distretti militari (kleisourai); sul lato arabo troviamo un'analoga organizzazione, caratterizzata dalla presenza di fortificazioni (aṯ-ṯuġūr) poste a difesa dell'area di confine (al-ʿawāṣim). Incursioni e controincursioni da entrambe le parti continuavano frequentemente, ma non più per conquista ma per saccheggio: il Califfato aveva rinunciato alla conquista di Costantinopoli. Per cui i contatti diplomatici e amichevoli tra i due imperi divennero più regolari, e ciò portò al riconoscimento reciproco dei due imperi. In risposta alla minaccia musulmana, che raggiunse il suo picco nella prima metà dell'VIII secolo, gli imperatori isaurici adottarono una politica iconoclastica, che fu abbandonata nel 786 per poi essere riadottata nell'815 e definitivamente abbandonata nell'843. Sotto la dinastia macedone, approfittando del declino e della frammentazione del Califfato Abbaside, i Bizantini ripresero l'offensiva, recuperando diversi territori nel corso del X secolo, che vennero tuttavia nuovamente perduti dopo il 1071 a vantaggio dei Turchi Selgiuchidi.

### Incursioni sotto gli ultimi Omayyadi e la nascita dell'Iconoclasmo

Mappa della frontiera bizantina-araba nell'Asia Minore sudorientale, lungo la catena del Tauro-Antitauro

In seguito al tentativo fallito di conquistare Costantinopoli nel 717–718, gli Omayyadi per un certo periodo distolsero la loro attenzione altrove, consentendo ai Bizantini di portarsi sull'offensiva, recuperando alcuni territori in Armenia. Dal 720/721, tuttavia, gli eserciti arabi ripresero le loro spedizioni contro l'Anatolia bizantina, anche se non più a fini di conquista, ma come incursioni a larga scala di saccheggio e di devastazione delle campagne, con soli attacchi occasionali di forti o dei centri abitati maggiori. Fu così che, sotto gli ultimi califfi Omayyadi e i primi califfi Abbasidi, la frontiera tra Bisanzio e il Califfato si stabilizzò lungo le catene montuose Tauro-Antitauro. Da parte degli Arabi, la Cilicia fu permanentemente occupata sa essi e le sue città deserte, come Adana, Mopsuestia (al-Maṣṣīṣa) e, soprattutto, Tarso, furono rifortificate e ripopolate sotto i primi Abbasidi. Allo stesso modo, nella Mesopotamia Superiore, luoghi come Germanikeia (Mar'ash), Hadath e Melitene (Malatya) divennero importanti centri militari. Queste due regioni avrebbero formato le due metà di una nuova zona di frontiera fortificata, la cosiddetta regione dei thughūr.
Sia gli Umayyadi che gli Abbasidi continuarono a considerare le spedizioni annuali contro il "nemico tradizionale" del Califfato come parte integrante del continuo jihād armato, ed esse cominciarono a seguire uno schema regolare: una o due spedizioni estive (pl. ṣawāʾif, sing. ṣāʾifa) talvolta coadiuvate da un attacco navale e/o seguite da spedizioni invernali (shawātī). Le spedizioni estive erano in genere due attacchi separati, la "spedizione della sinistra" (al-ṣāʾifa al-yusrā/al-ṣughrā) lanciata dal thughur cilicio e consistente per lo più da truppe siriache, e la "spedizione della destra" (al-ṣāʾifa al-yumnā/al-kubrā) lanciata da Malatya e composta da truppe mesopotamiche. Le incursioni erano inoltre largamente confinate alle zone di frontiera e al plateau anatolico centrale, e solo raramente raggiunsero le zone costiere periferiche, che i Bizantini avevano pesantemente fortificato.
Sotto il più aggressivo Califfo Hisham ibn 'Abd al-Malik (reg. 723–743), queste incursioni divennero più pericolose e vennero condotte dai generali più talentuosi del Califfato, compresi principi della dinastia umayyade, come Maslama ibn Abd al-Malik o i figli stessi di Hisham Muʿāwiya, Maslama e Sulaymān. Questa era ancora l'epoca in cui Bisanzio stava ancora lottando per la sopravvivenza, e "le province di frontiera, devastate dalla guerra, erano una terra di città rovinate e villaggi deserti dove una popolazione sparsa cercava riparo in castelli o montagne impenetrabili piuttosto che contare sulle armate dell'Impero per avere un minimo di sicurezza" (Kennedy). In risposta al rinnovo delle invasioni arabe, e a una sequenza di disastri naturali come le eruzioni dell'isola vulcanica di Thera, l'Imperatore Leone III Isaurico concluse che l'Impero aveva perso il favore divino. Già nel 722 aveva provato di costringere alla conversione gli Ebrei dell'Impero, ma ben presto cominciò a rivolgere la sua attenzione sulla venerazione delle icone, che alcuni vescovi avevano cominciato a considerare fonte di idolatria. Nel 726, sembra che Leone pubblicò un editto condannante il loro uso e si mostrò sempre di più ostile rispetto agli iconoduli, fino a bandire formalmente i dipinti di figure religiose in una riunione di corte nel 730. La politica iconoclastica imperiale provocò grandi opposizioni sia tra il popolo che dalla Chiesa, soprattutto dal Papa. Secondo Warren Treadgold: "Non sentì alcun bisogno di consultarsi con la Chiesa, e sembra essere stato sorpreso dalla profondità della opposizione popolare che incontrò". La controversia indebolì l'Impero bizantino, e fu un fattore chiave che portò allo scisma tra il Patriarca di Costantinopoli e il Papa.
Il Califfato omayyade era tuttavia continuamente distratto da conflitti in altri fronti, soprattutto contro i Cazari, con cui Leone III aveva concluso un'alleanza, facendo sposare suo figlio, Costantino V (r. 741–775) alla principessa cazara Tzitzak. Solo alla fine degli anni 730 le incursioni islamiche divennero di nuovo una minaccia, ma la vittoria bizantina presso Akroinon e lo scoppio della rivoluzione abbaside portò a una pausa negli attacchi arabi contro l'Impero. Aprì anche la strada per una politica offensiva contro gli Arabi ad opera di Costantino V (r. 741–775), che attaccò l'importante base araba di Melitene, e continuò a conseguire ulteriori successi. Questi successi vennero interpretati da Leone III e suo figlio Costantino come evidenza del rinnovato favore divino, e rafforzò la posizione degli Iconoclasti nell'Impero.

### I primi Abbasidi
A differenza degli Omayyadi, i califfi Abbasidi non seguirono una politica espansionistica: si accontentarono dei confini dell'Impero così com'erano, ed eventuali spedizione contro nemici interni erano finalizzate non a conquista ma alla difesa dei confini. Le incursioni annuali contro Bisanzio, arrestatesi in seguito alla rivoluzione abbaside, ripresero con rinnovato vigore dal 780 circa in poi, ed erano le uniche spedizioni in cui il califfo o i suoi figli partecipavano di persona. Come simbolo del ruolo rituale del Califfo come leader della comunità musulmana, esse erano paragonate nella propaganda ufficiale dalla leadership da parte dei membri della dinastia degli Abbasidi del pellegrinaggio annuale (hajj) alla Mecca. Inoltre, i costanti conflitti in Siria erano utili agli Abbasidi in quanto tenevano impegnate le élite militari siriane e mesopotamiche e i numerosi volontari (muṭṭawiʿa) ansiosi di partecipare al jihād.
Desiderando di enfatizzare la sua pietà e il suo ruolo come leader della comunità musulmana, il Califfo Hārūn al-Rashīd (r. 786–809) in particolare fu il più energico dei primi califfi abbasidi nelle guerre contro Bisanzio: stabilita la sua sede a Raqqa in prossimità alla frontiera, rafforzò il thughur nel 782 invase l'Asia Minore, iniziando una guerra contro i Bizantini della Basilissa Irene d'Atene; la campagna si concluse con la resa di quest'ultima a causa del tradimento di un suo generale e il pagamento da parte di Costantinopoli di un ingente indennizzo. Nel 786 formando una seconda linea difensiva lungo la Siria settentrionale, la al-ʿAwāṣim, e condusse diverse spedizioni in Anatolia sempre con Irene, inclusa la più grande spedizione mai tentata sotto gli Abbasidi, quella dell'806. Nonostante ciò, e continuando un trend cominciato sotto i suoi immediati predecessori, il suo califfato fu caratterizzato anche da contatti molto più regolari tra la corte abbaside e Bisanzio, con lo scambio di ambascerie e di lettere di gran lunga più frequente rispetto al periodo umayyade. Malgrado l'ostilità di Hārūn nei confronti di Bisanzio, "l'esistenza di ambasceria è un segno che gli Abbasidi accettarono che l'Impero bizantino era una potenza con cui dovevano trattare a pari condizioni" (Kennedy).
In seguito scoppiò una guerra civile nell'Impero bizantino, la rivolta di Tommaso lo Slavo, che ottenne sostegno e rinforzi dal Califfo Al-Maʾmūn: nel giro di pochi mesi soli due Themata in Asia Minore rimasero fedeli all'Imperatore Michele II. Quando gli Arabi conquistarono Tessalonica, la seconda città dell'Impero per grandezza, fu rapidamente riconquistata dai Bizantini. L'assedio di Costantinopoli dell'821 ad opera di Tommaso non ebbe successo a causa della resistenza delle mura cittadine, costringendo il ribelle al ritiro.

### Asia Minore, Creta e Sicilia

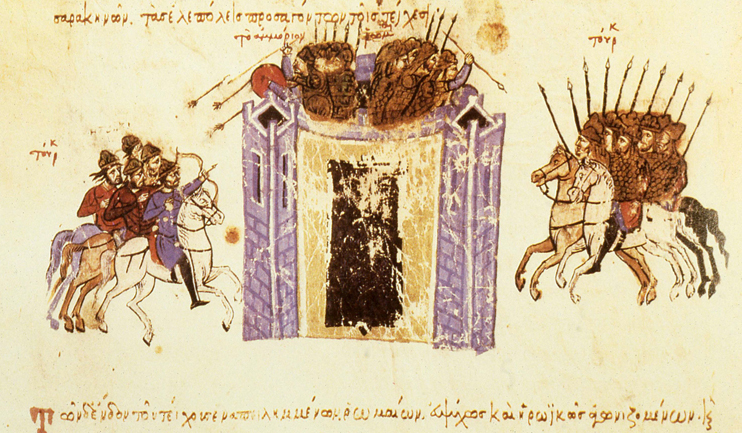
Assedio di Amorio (miniatura dallo Scilitze di Madrid)

Gli Arabi non abbandonarono il loro progetto di conquistare l'Asia Minore e nell'838 iniziò un'altra invasione, durante la quale venne saccheggiata la città di Amorio. Con i Bizantini indeboliti da contrasti interni, Creta cadde nelle mani islamiche nell'824 e la Sicilia venne gradualmente conquistata dagli Arabi in 75 anni. Salpando dalla Tunisia, gli Arabi conquistarono dapprima Palermo nell'831, poi Messina nell'842 e infine Enna nell'859.

### Ripresa bizantina

Italia ca. 1000

Tuttavia la nuova dinastia macedone (salita al potere nell'867) pose fine alle controversie religiose e ai contrasti interni, mentre l'impero degli Abbasidi venne diviso in molti califfati. Con Basilio I l'Impero si riprese dalla lunga crisi, iniziando a espandersi territorialmente, e diventando in breve tempo l'Impero più potente in Europa; in campo religioso l'imperatore strinse buone relazioni con il papa. Basilio si alleò con il Sacro Romano Imperatore Luigi II contro gli Arabi, e la sua flotta pose fine alle loro incursioni e saccheggi nel mar Adriatico. Con l'aiuto bizantino, Luigi II conquistò Bari, che era in mano araba, nell'871. La città venne poi annessa all'Impero bizantino nell'876. Tuttavia, proprio in questo periodo, le ultime città rimaste bizantine in Sicilia vennero conquistate dagli Arabi; Siracusa venne conquistata dall'Emirato di Sicilia nell'878. Catania venne conquistata dagli Arabi nel 900, e anche la fortezza di Taormina fece la sua stessa fine nel 902. La Sicilia sarebbe rimasta in mano araba fino all'invasione dei Normanni nel 1071.
Anche se la maggior parte della Sicilia era perduta, il generale Niceforo Foca il Vecchio riuscì a conquistare Taranto e quasi tutta la Calabria nell'880. Creta venne riconquistata dai Bizantini nel 960, e sarebbe rimasta in mano bizantina fino al 1204, quando fu conquistata dalla Repubblica di Venezia durante la Quarta crociata. I successi nella penisola italiana furono l'inizio di un nuovo periodo di dominazione bizantina nella parte meridionale del Bel Paese.

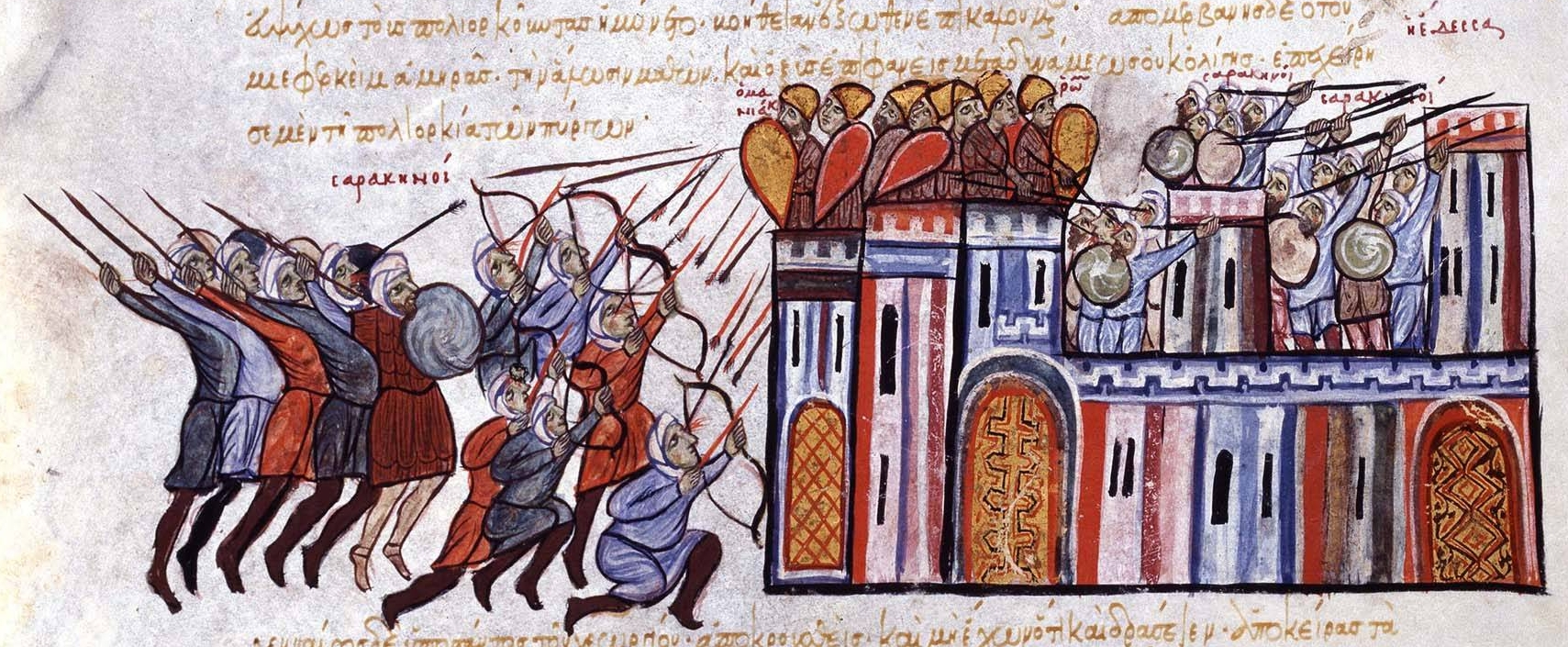
La conquista bizantina di Edessa. I Bizantini furono abili nella guerra in Siria e riuscirono a rendere vassalli alcuni re: un chiaro segno della rinascita bizantina.

Dopo aver posto fine ai contrasti interni, Basilio II attaccò gli Arabi nel 995. Le guerre civili bizantine avevano indebolito la posizione dell'Impero in Oriente, e le conquiste di Niceforo II Foca e di Giovanni I Zimisce rischiavano di essere compromesse, con Aleppo assediata e Antiochia sotto minaccia. Basilio vinse alcune battaglie in Siria, liberando Aleppo, conquistando la valle dell'Oronte, e compiendo delle incursioni a sud. Anche se non aveva la forza per giungere in Palestina e rivendicare Gerusalemme, le sue vittorie permisero ai Bizantini di riconquistare quasi tutta la Siria, inclusa la città più grande che era la sede del Patriarca di Antiochia.
Sotto Basilio II, i Bizantini stabilirono un'area per il nuovo thema, che si stendeva a NE di Aleppo (all'epoca, di fatto, protettorato bizantino) a Manzikerta. Sotto il sistema militare e amminiostrativo dei themata, i Bizantini potevano levare una forza di almeno 200 000 uomini. Sotto il governo di Basilio II, l'Impero bizantino raggiunse la sua più ampia estensione dell'ultimo mezzo millennio e dei successivi 400 anni.

## Conclusione

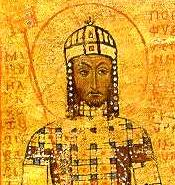
Manuele I Comneno tentò di riconquistare l'Egitto.

Durante la Seconda Crociata, Baldovino III assediò Ascalona nel 1153, e il Regno di Gerusalemme riuscì ad avanzare in Egitto e a occupare brevemente Il Cairo nel 1160. L'Imperatore Manuele sposò Maria d'Antiochia, cugina del re crociato Amalrico I di Gerusalemme, mentre Amalrico sposò la pronipote di Manuele Maria Comnena.

Nel 1168 un'alleanza formale venne negoziata dal futuro Arcivescovo Guglielmo di Tiro, e nel 1169 Manuele lanciò una spedizione con Amalrico in Egitto.

La campagna ambiziosa di Manuele era una drammatica dimostrazione di come potente fosse diventato l'Impero, che disponeva di una flotta di oltre 200 navi equipaggiate con armi da assedio e fuoco greco. Guglielmo di Tiro fu particolarmente impressionato dalle grandissime navi da trasporto utilizzate per trasportare i catafratti dell'esercito comneniano. La strategia di Manuele era quella di usare i Crociati come scudo per l'Impero, e decise di intervenire in Egitto perché credeva che il controllo dell'Egitto sarebbe stato decisivo per la vittoria nella Seconda Crociata. La conquista dell'Egitto avrebbe consolidato il controllo crociato nella Terra santa, e avrebbe permesso all'Impero di usufruire dei ricchi granai dell'Egitto.
Il Sultano selgiuchide Qilij Arslan II sfruttò questo tempo per eliminare i suoi rivali d edificare il proprio potere in Asia Minore. Gli equilibri del potere nel Mediterraneo orientale cambiarono, e gli effetti del fallimento di Manuele in Egitto si sarebbero fatti sentire per un lungo periodo dopo la sua morte. L'ascesa di Saladino fu resa possibile solo quando, nel 1171, fu proclamato Sultano d'Egitto; la sua unione di Egitto e Siria avrebbe infine portato alla terza crociata. Nel frattempo l'alleanza bizantina finì con la morte di Manuele I nel 1180; Manuele sarebbe stato l'ultimo Imperatore bizantino gradito ai Crociati.

## Storiografia e fonti diverse
Secondo Walter Emil Kaegi le fonti arabe sono caratterizzate da mancanza di chiarezza e vere e proprie contraddizioni. Anche alcune tra le fonti non arabe presentano problemi, come ad esempio le cronache di Teofane Confessore e Niceforo I, o quelle scritte in siriano, che sono di solito molto brevi e forniscono informazioni piuttosto laconiche. Anche alcune delle fonti usate dallo storico armeno Sebeos sembrano essere siriane. Tra le poche fonti latine interessanti c'è la storia di Fredegario (VII secolo) e due cronache spagnole dell'ottavo secolo, tutte desunte da precedenti narrazioni storiche bizantine o comunque orientali. Fin dalle prime, sfortunate reazioni militari bizantine contro le incipienti invasioni musulmane, afferma comunque Kaegi, “la storiografia bizantina si sforza di attribuire la responsabilità delle pesanti sconfitte a bersagli diversi dall'Imperatore Eraclio, siano essi gruppi, persone o accadimenti oggettivi”.
Peraltro, lo spettro delle fonti bizantine non strettamente storiche è assai vasto, spaziando tra papiri e sermoni (i più interessanti sono quelli di Sofronio e Anastasio Sinaita), poesia (specialmente quella di Sofronio e Giorgio di Pisidia), trattatistica apologetica, corrispondenza, spesso di derivazione patristica, apocalissi, agiografie, trattati militari (come lo “Strategikon'’ di Maurizio, dell'inizio del VII secolo), fino a fonti non letterarie, quali epigrafia, archeologia e numismatica. Nessuna di esse fornisce un resoconto coerente di questa o quella invasione musulmana, ma tuttavia in alcune di esse sopravvivono preziosi dettagli non altrimenti reperibili..

### Fonti primarie
- Ahmad ibn Yahya al-Baladhuri, Futūḥ al-buldān. Si veda un estratto tradotto ("The Battle of Yarmouk and after") in Medieval Sources Archiviato l'11 ottobre 2013 in Internet Archive..
- (FR) Michele il Siro, Chronique de Michel le Syrien Patriarche Jacobite d'Antioche, traduzione di J.–B. Chabot, Parigi, 1899.
- Teofane Confessore, Chronicle. Vedi il testo originale in Documenta Catholica Omnia (PDF).
- Zonara, Giovanni, Annales. Vedi il testo originale in Patrologia Graeca.

### Fonti secondarie
- Norman H. Baynes, The restoration of the Cross at Jerusalem, in The English Historical Review, vol. 27, n. 106, 1912,  pp. 287-299, DOI:10.1093/ehr/XXVII.CVI.287, ISSN 0013-8266 (WC · ACNP).
- Alfred J. Butler, The Arab Conquest of Egypt - And the Last Thirty Years of the Roman, Read Books, 2007, ISBN 1-4067-5238-X.
- Norman Davies, The Birth of Europe, in Europe, Oxford University Press, 1996, ISBN 0-19-820171-0.
- Clive Foss, The Persians in Asia Minor and the End of Antiquity, in The English Historical Review, vol. 90, 1975,  pp. 721-47.
- Geoffrey Greatrex, Lieu, Samuel N. C., The Roman Eastern Frontier and the Persian Wars (Part II, 363–630 AD), Routledge, 2002, ISBN 0-415-14687-9.
- John Haldon, The East Roman World: the Politics of Survival, in Byzantium in the Seventh Century: the Transformation of a Culture, Cambridge, 1997, ISBN 0-521-31917-X.
- John F. Haldon, The Army at Wars: Campaigns, in Warfare, State and Society in the Byzantine World, 565-1204, Routledge, 1999, ISBN 1-85728-494-1.
- James Howard-Johnston, East Rome, Sasanian Persia And the End of Antiquity: Historiographical And Historical Studies, Ashgate Publishing, 2006, ISBN 0-86078-992-6.
- Walter Emil Kaegi, Byzantium and the Early Islamic Conquests, Cambridge University Press, 1995, ISBN 0-521-48455-3.
- Hugh Kennedy, Syria, Palestine, and Mesopotamia, in Edwards, Iorwerth Eiddon Stephen (a cura di), The Cambridge Ancient History, Cambridge University Press, 1970, ISBN 0-521-32591-9.
- Hugh Kennedy, Egypt as a Province in the Islamic Caliphate, 641–868, in Daly, M.W.; Petry, Calf. F. (a cura di), The Cambridge History of Egypt, Cambridge University Press, 1998, ISBN 0-521-47137-0.
- Hugh Kennedy, Antioch: from Byzantium to Islam, in The Byzantine and Early Islamic Near East, Ashgate Publishing, Ltd., 2006, ISBN 0-7546-5909-7.
- George Liska, Projection contra Prediction: Alternative Futures and Options, in Expanding Realism: The Historical Dimension of World Politics, Rowman & Littlefield, 1998, ISBN 0-8476-8680-9.
- Warren Bowersock, Glen; Brown, Peter; Robert Lamont Brown, Peter; Grabar, Oleg (a cura di), «Muhammad», in Late Antiquity: A Guide to the Postclassical World, Harvard University Press, 1999, ISBN 0-674-51173-5.
- Davis Nicolle, Yarmuk AD 636[collegamento interrotto], Osprey Publishing, 1994, ISBN 1-85532-414-8.
- John Julius Norwich, Byzantium: The Early Centuries, Penguin Books, 1990, ISBN 978-0-14-011447-8.
- Piers Paul Read, The Templars (translated in Greek by G. Kousounelou), Enalios, 2003—English edition 1999, ISBN 960-536-143-4.
- Steven Runciman, A History of the Crusades, Cambridge University Press, 1987, ISBN 0-521-34770-X.
- Daniel J. Sahas, Historical Considerations, in John of Damascus on Islam, BRILL, 1972, ISBN 90-04-03495-1.
- Paul Speck, Ikonoklasmus und die Anfänge der Makedonischen Renaissance, in Varia 1 (Poikila Byzantina 4), Rudolf Halbelt, 1984,  pp. 175-210.
- Dionysios Tathakopoulos, Famine and Pestilence in the Late Roman and Early Byzantine Empire, Ashgate Publishing, 2004, ISBN 0-7546-3021-8.
- Warren Treadgold, A History of the Byzantine State and Society, Stanford University Press, 1997, ISBN 0-8047-2630-2.
- Kennedy, Hugh N., The Armies of the Caliphs: military and society in the early Islamic state, Routledge, 2001, ISBN 0-415-25092-7.
- Kennedy, Hugh N., The Byzantine And Early Islamic Near East, Ashgate Publishing, 2006, ISBN 0-7546-5909-7.